# Trespass (Genesis)
Trespass is het tweede studioalbum van de Engelse band Genesis. Het werd uitgebracht in 1970.

## Geschiedenis
Genesis toerde destijds binnen het clubcircuit. Daarbij zat ook een serie concerten gedurende een zes weken durend verblijf in de jazzclub van Ronnie Scott. Muziekproducent John Anthony nodigde daarbij Tony Stratton-Smith uit, de baas van Charisma Records. Die zag ook wel wat in de jongens, die zich muzikaal meer en meer lieten beïnvloeden door King Crimson. In de zomer van 1970 mocht de band de Trident Studios in Londen betrekken om dit tweede album op te nemen. Het liet voor wat betreft muziekstijl (King Crimson)  een breuk zien met hun debuut From Genesis to Revelation. Daar waar het eerste album nog richting popmuziek ging, schoof de muziekstijl naar progressieve rock. De heren dachten voldoende materiaal geschreven te hebben voor twee albums of een dubbelalbum, maar gedurende de opnamesessies verdwenen steeds meer nummers uit beeld. Liedjes als Everywhere is here, Grandma, Little leaf, Going out to get you, Shepherd en Pacidy bleven onvoltooid achter. Het lied Let us now make love van de hand van Phillips zou nog worden opgenomen; het zou als losse single uitgegeven worden, maar omdat Phillips aankondigde te zullen vertrekken belandde het op de plank. Een live-uitvoering uit 1970 was wel voorhanden, maar verscheen pas veel later in de box Genesis archive 1967-75 (1998). Het nummer The knife werd pas in laatste instantie toegevoegd aan de tracklist. Het zorgde ervoor dat Paul Whitehead zijn oorspronkelijke hoesontwerp moest vernieuwen. Bij de definitieve hoes is een messnede te zien op zowel voor- en achterkant van de hoes.  
In de nasleep van het album verdwenen Anthony Phillips (faalangst) en John Mayhew. Mayhew was juist binnengesleept via een advertentie in Melody Maker en is dus alleen op dit album te horen. Ten tijde van het uitbrengen van The knife als enige single van dit album, liet de hoes al de nieuwe samenstelling van Genesis zien met Steve Hackett en Phil Collins.

## Ontvangst
Het album verscheen vrijwel onopgemerkt door muziekpers en publiek. Het haalde vrijwel nergens een plaats in een albumlijst, een uitzondering daarop was België, dat een nummer 1-notering liet zien. Het had als gevolg, dat Genesis daar hun eerste internationale optreden kon verzorgen. Pas later kwam een blad als Rolling Stone met een recensie; in 1974 vond men het album saai. Toen de band doorbrak kwam het album weer bovendrijven. Ook toen vond men het album interessanter als inleiding op de ontwikkeling van de band, dan als album zelf. OOR's Pop-encyclopedie (versie 1977) heeft het over ambitieus en veelbelovend, maar nog niet uitgekristalliseerd. Het album kreeg trouwens talloze heruitgaven, die keer op keer van klank verschilden afhankelijk van de nieuwe technische mogelijkheden en inzichten van dat moment. Die uitgaven kwamen steeds tot stand bij nieuwe platenlabels, een gevolg van de vele fusies binnen die sector. 

## Tracks
Trespass is het enige album waarop de muziek en teksten volledig aan de groep werden toegewezen. Bij de volgende albums werden de specifieke componisten en tekstschrijvers genoemd.

| Nr. | Titel               | Duur |
| --- | ------------------- | ---- |
| 1.  | Looking for someone | 7:04 |
| 2.  | White mountain      | 6:41 |
| 3.  | Visions of angels   | 6:50 |
| 4.  | Stagnation          | 8:48 |
| 5.  | Dusk                | 4:12 |
| 6.  | The knife           | 8:56 |

## Bezetting
- Tony Banks : keyboards, mellotron, gitaar, zang
- Peter Gabriel : zang, fluit, accordeon
- Anthony Phillips : gitaar, zang
- Mike Rutherford : basgitaar, cello, gitaar, zang
- John Mayhew : drums, zang

## Terugblik 2021
In haar rubriek Monument keek IO Pages in nummer 172 (juli 2021) terug op dit album. Daarbij werd vermeld dat Banks de stap tussen debuutalbum en Trespass een van de grootste ontwikkelingen was binnen Genesis. Dat terwijl voor het album werd geopperd dat dat debuutalbum wellicht maar het enige album van de band zou blijven. De periode voor en tijdens de opnamen waren vruchtbaar voor de band; voordat ze de studio in zou gaan had ze genoeg materiaal voor een dubbelelpee; gaandeweg vielen steeds meer nummers af. Deze nummers zouden in een andere gedaante terugkeren bij volgende albums. Toch zat niet iedereen op Genesis’ muziek te wachten. Demo’s van Dusk en White mountain (werktitel Family) hadden niet het gehoopte resultaat. Verder werken aan materiaal is het huis van Phillips als ook optredens zorgden voor een kentering. Zo werd Stagnation (volgens Gabriel het beste nummer van het album) vanuit het 45-minuten durend basisidee The movement een nummer over een persoon, die na de kernoorlog een nieuwe wereld opzet en White mountain een nummer over een wolf, die zijn alfamannetje uitdaagt en daarbij een drempel overgaat (trespass). Ook werd er aandacht besteed aan het vertrek van Mayhew (hij kon het niet bijbenen en paste niet in het studentikoze karakter van de anderen) en Phillips (faalangst of andere ziekte). Bekendst nummer uit die tijd werd The knife, dat in die jaren een “knallende concertafsluiter” bleef.
From Genesis to Revelation · Trespass · Nursery Cryme · Foxtrot · Live · Selling England by the Pound · The Lamb Lies Down on Broadway · A Trick of the Tail · Wind & Wuthering · Seconds Out · ...And then there were three... · Duke · Abacab · Three Sides Live · Genesis · Invisible Touch · We Can't Dance ·  The way we walk volume one, the shorts · The way we walk volume two, the longs · Calling All Stations · Turn It On Again · Genesis Live over Europe